# Molippa placida
Molippa placida är en fjärilsart som beskrevs av William Schaus 1921. Molippa placida ingår i släktet Molippa och familjen påfågelsspinnare. Inga underarter finns listade i Catalogue of Life.